# Бриджетт, Артур
Джордж Артур Бриджетт (англ. George Arthur Bridgett, 11 октября 1882, Форсбрук, Англия — 26 июля 1954, Ньюкасл-андер-Лайм) — английский футболист и футбольный тренер, крайний нападающий, выступавший за «Сток Сити», «Сандерленд», «Порт Вейл» и сборную Англии.

## Карьера

### Начало футбольной карьеры
Бриджетт родился в городке Форсбрук, в графстве Стаффордшир и футбольную карьеру начал в местных командах «Берзлем Парк» и «Трентем». В октябре 1902 года он подписал профессиональный контракт со «Сток Сити». Однако в «Стоке» Артур надолго не задержался и, отыграв 7 матчей (в которых не забил ни одного мяча), форвард перешёл в «Сандерленд».

### «Сандерленд»
В «Сандерленде» Бриджетт дебютировал 17 января 1903 года в домашнем матче с «Шеффилд Юнайтед», закончившися вничью 0:0. Первый гол забил уже в следующей встрече с «Гримсби Таун». Бриджетт сразу же стал одним из основных нападающих команды. В каждом сезоне он проводил на поле не менее 30 матчей и отличался хорошей результативнстью, снизившейся лишь под конец карьеры в клубе. Наиболее удачными для Артура были сезоны 1905/06 и 1906/07, когда он становился лучшим бомбардиром команды, забив 17 и 25 голов соответственно (сразу после этих успехов он стал вторым бомбардиром после Джорджа Холли, забив 15 голов).
Всего за «Сандерленд» Артур сыграл 347 матчей, в которых забил 116 голов (3 из них с пенальти; в том числе 12 дублей (самый памятный 5 декабря 1908 года в знаменитом матче с «Ньюкасл Юнайтед», закончившимся победой «Сандерленда» 1:9) — восьмой показатель за всю историю клуба. Бриджетт был не только нападающим, но и хорошим распасовщиком (с его фланговых навесов не единожды забивал Джордж Холли) и капитаном команды. Кроме того Артур был очень религиозным человеком, и никогда не выходил на поле в Рождество и Великую пятницу.

### Окончание карьеры
После ухода из «Сандерленда», Артур стал тренером и до войны потренировал такие клубы как «Саут-Шилдс» «Норт-Шилдс». После перерыва в карьере игрока в 11 лет Бриджетт возвращается в большой футбол в сезоне 1923/24 в возрасте 41 года и становится игроком клуба «Порт Вейл». В первом же своём матче за новый клуб, проведя на поле всего 90 секунд он забивает гол, который приносит команде победу (10 ноября 1923 года. «Порт Вейл» — «Клэптон Ориент» 1:0). Однако уже в феврале 1924 года нападающий потерял место в составе «Порт Вейл» и конец сезона доиграл за «Сандбач Рамблерс» после чего окончательно ушёл из футбола.

## Сборная Англии
Первый вызов в сборную Англии Бриджетт получил 1 апреля 1905 года на домашний матч с Шотландией. Голом за сборную Артуру удалось отметиться только через три года в третьем своем матче (он забил на 85 минуте последний гол англичан в ворота Австрии). Всего Бриджетт за главную команду страны провёл 11 матчей, в которых забил три гола. Все вызовы он получил выступая за «Сандерленд», и по этому показателю занимает второе место за всю историю клуба после Дэвида Уотсона.
| №  | Дата            | Город     | Оппонент  | Счёт | Голы Бриджетта | Соревнование       |
| -- | --------------- | --------- | --------- | ---- | -------------- | ------------------ |
| 1  | 1 апреля 1905   | Лондон    | Шотландия | 1:0  |                | Чемпионат Британии |
| 2  | 4 апреля 1908   | Глазго    | Шотландия | 1:1  |                | Чемпионат Британии |
| 3  | 6 июня 1908     | Вена      | Австрия   | 6:1  | 1              | Товарищеский матч  |
| 4  | 8 июня 1908     | Вена      | Австрия   | 11:1 | 1              | Товарищеский матч  |
| 5  | 10 июня 1908    | Будапешт  | Венгрия   | 7:0  |                | Товарищеский матч  |
| 6  | 13 июня 1908    | Прага     | Богемия   | 4:0  |                | Товарищеский матч  |
| 7  | 13 февраля 1909 | Брадфорд  | Ирландия  | 4:0  |                | Чемпионат Британии |
| 8  | 15 марта 1909   | Ноттингем | Уэльс     | 2:0  |                | Чемпионат Британии |
| 9  | 29 мая 1909     | Будапешт  | Венгрия   | 4:2  | 1              | Товарищеский матч  |
| 10 | 31 мая 1909     | Будапешт  | Венгрия   | 8:2  |                | Товарищеский матч  |
| 11 | 1 июня 1909     | Вена      | Австрия   | 8:1  |                | Товарищеский матч  |

## Достижения
Бронзовый призёр чемпионата Англии (3) — 1903, 1909, 1911

## Статистика выступлений
| Клуб         | Сезон        | Чемпионат | Чемпионат | Кубок | Кубок | Всего | Всего |
| Клуб         | Сезон        | Матчи     | Голы      | Матчи | Голы  | Матчи | Голы  |
| ------------ | ------------ | --------- | --------- | ----- | ----- | ----- | ----- |
| Сток Сити    | 1902/03      | 7         | 0         | 0     | 0     | 7     | 0     |
| Сандерленд   | 1902/03      | 14        | 2         | 1     | 1     | 15    | 3     |
| Сандерленд   | 1903/04      | 32        | 10        | 1     | 0     | 33    | 10    |
| Сандерленд   | 1904/05      | 32        | 8         | 2     | 0     | 34    | 8     |
| Сандерленд   | 1905/06      | 38        | 17        | 4     | 1     | 42    | 18    |
| Сандерленд   | 1906/07      | 37        | 25        | 5     | 1     | 42    | 26    |
| Сандерленд   | 1907/08      | 31        | 15        | 1     | 0     | 32    | 15    |
| Сандерленд   | 1908/09      | 34        | 11        | 5     | 1     | 39    | 12    |
| Сандерленд   | 1909/10      | 37        | 7         | 3     | 1     | 40    | 8     |
| Сандерленд   | 1910/11      | 36        | 8         | 1     | 1     | 37    | 9     |
| Сандерленд   | 1911/12      | 29        | 5         | 4     | 2     | 33    | 7     |
| Сандерленд   | За всё время | 320       | 108       | 27    | 8     | 347   | 116   |
| Порт Вейл    | 1923/24      | 14        | 7         | 0     | 0     | 14    | 7     |
| За всё время | За всё время | 341       | 115       | 27    | 8     | 368   | 123   |